# Церковь Сатаны

Сигил Бафомета — официальный символ Церкви Сатаны

Церковь Сатаны (англ. The Church of Satan, CoS) — контркультурная группа, основанная в США Антоном Лавеем; она «провозглашает себя сознательным носителем зла и антиподом христианства». Первая официально зарегистрированная организация, заявившая о сатанизме в качестве своей идеологии. Большая энциклопедия «Терра» отмечает, что Церковь Сатаны «хронологически первая из сатанинских сект». При этом нынешний лидер организации Питер Гилмор говорит, что «атеизм первичен, а сатанизм вторичен», в том смысле, что сатанизм базируется на скептическом эпикуреизме и отрицании Бога в религиозном трактовании богоподобности человека.
Официальным символом Церкви Сатаны является сигил Бафомета.

## История
Церковь Сатаны была основана в Вальпургиеву ночь (30 апреля) 1966 года в Сан-Франциско Антоном Шандором Лавеем, впоследствии автором «Сатанинской библии» (1969). 1966 был назван им первым годом сатанинской эры. Лавей являлся верховным жрецом Церкви Сатаны до своей смерти (1966—1997).

Антон Шандор Лавей, основатель Церкви Сатаны

Из предыстории: в 1950-х годах Антон Лавей организовал сообщество Орден Трапезоида, который впоследствии стал управляющим органом Церкви Сатаны. Среди тех, кто участвовал в мероприятиях Лавея, были «баронесса» Карин де Плессен, выросшая в королевском дворце в Дании, д-р Сесил Никсон, эксцентричный фокусник и изобретатель, Кеннет Энгер, создатель андеграундных фильмов, Рассел Волден, городской юридический советник, Дональд Уэрби, один из наиболее влиятельных частных собственников Сан-Франциско, антрополог Майкл Харнер, писательница Шана Александер и другие. Также товарищами Лавея в тот период времени были писатели в жанрах научной фантастики и ужасов Энтони Бучер, Август Дерлет, Роберт Барбор Джонсон, Реджинальд Бретнор, Эмиль Петайа, Стюарт Палмер, Кларк Эштон Смит, Форрест Дж. Экерман и Фриц Лейбер.
1 февраля 1967 Антон Лавей провёл церемонию открытой сатанинской свадьбы радикального журналиста Джона Рэймонда и Джудит Кэйс, чем привлёк к Церкви Сатаны значительное внимание со стороны средств массовой информации. Фотографом на церемонии был работавший в «San Francisco Chronicle» Джо Розенталь, автор ставшей знаковой фотографии поднятия флага американскими войсками на горе Сурибати во время Второй мировой войны. Фотографии сатанинской свадьбы были напечатаны в нескольких авторитетных изданиях.
В мае того же года происходит церемония «сатанинского крещения» трёхлетней дочери Лавея Зины Галатеи. Журналисты, прибывшие задолго до начала церемонии, были очарованы ангельской улыбкой девочки, которой предстояло быть посвящённой дьяволу. «Сатанинское крещение» было составлено таким образом, чтобы доставить удовольствие ребёнку.
Другим важным событием (декабрь 1967) стало проведение открытых сатанинских похорон члена Церкви Сатаны морского офицера Эдварда Олсона по просьбе его жены, при этом сатанизм был вскоре внесён в реестр официально признаваемых религий США.
В июне 1967 в автокатастрофе погибла Джейн Мэнсфилд, по утверждению Лавея, имевшая близкие отношения с Лавеем и являвшаяся жрицей Церкви Сатаны. Бульварная пресса объявила смерть актрисы побочным следствием проклятия, которое Лавей, якобы, наслал на партнёра Мэнсфилд Сэма Броди.
Церковь Сатаны упоминалась во многих книгах, журналах и газетах в 1960-х и 1970-х. Также в 1970 вышел полнометражный документальный фильм «Satanis». Антон Лавей играл в фильме Кеннета Энгера «Пробуждение моего демонического брата», был техническим консультантом для фильма «Дьявольский дождь» («The Devil’s Rain»), в котором снимались Эрнест Боргнайн, Вильям Шатнер и (впервые) Джон Траволта. Утверждалось также, что Лавей неофициально играл роль Дьявола в фильме «Ребёнок Розмари» («Rosemary’s Baby»), однако позже это утверждение было опровергнуто. Церковь Сатаны также фигурировала в фильме Луиджи Скатини «Angeli Blanca, Angeli Negra» (в американском кинопрокате известном как «Witchcraft ‘70»).
В 1975 Лавей начал видоизменять систему «гротто» Церкви Сатаны, избавляясь от людей, которые, как он считал, стремились преуспеть в организации лишь ради компенсации своих неудач во внешнем мире. Впоследствии реальный успех в жизни стал одним из критериев для продвижения внутри Церкви Сатаны. В тот же период Антон Лавей стал более избирателен при раздаче интервью. Данный переход к «закрытой» деятельности стал причиной слухов о распаде организации и даже о кончине Лавея.
В 1980-е прокатилась новая волна массовой истерии, теорий преступного заговора и страха перед сатанизмом, начатая протестантскими фундаменталистами, некоторыми медиками и СМИ. В этот период такие члены Церкви Сатаны, как Питер Гилмор, Пегги Надрамиа, Бойд Райс, Адам Парфрей, Диаболос Рекс и рок-музыкант Кинг Даймонд, активно выступали в средствах массовой информации с опровержениями ложных обвинений в криминальной деятельности Церкви Сатаны, выдвигавшихся христианскими евангелистами. Впоследствии ФБР опубликовало официальный отчёт, опровергающий все теории преступного заговора того периода. Данный социальный феномен получил название «Сатанинской паники».
В 1980-е и 1990-е Церковь Сатаны и её члены весьма активно участвовали в выпуске фильмов, музыки и журналов, посвящённых сатанизму. В качестве наиболее значимых можно отметить издательство Адама Парфри «Feral House», музыку Бойда Райса, фильмы Ника Бугаса (в том числе и документальный фильм «Speak of the Devil: The Canon of Anton LaVey»). Церковь Сатаны и Антон Лавей фигурировали во многих журналах и новостных статьях того времени.
В 1997 году после смерти Антона Шандора Лавея главой Церкви Сатаны стала Бланш Бартон, его гражданская жена. Хотя и по сей день Бартон участвует в деятельности Церкви Сатаны, в 2001 году она уступила свой пост Питеру Гилмору и Пегги Надрамиа, которые сегодня являются верховными жрецом и жрицей данной организации и издают «The Black Flame» — официальный журнал Церкви Сатаны. Центральный офис Церкви Сатаны также переместился из Сан-Франциско в Нью-Йорк, где они проживают.
Осенью 2004 года Британские вооружённые силы официально регистрируют первого сатаниста — сержанта технической службы Криса Кранмера, служащего на фрегате «Камберленд» Адмирал Джон «Сэнди» Вудвард по этому поводу сказал, что

"Моими первыми словами, когда я услышал об этом случае, были: «Боже, что, чёрт побери, здесь происходит? Когда я служил во флоте, одни сослуживцы были англиканами, другие католиками, ни о каких сатанистах я и не слышал никогда. По-моему, это в высшей степени странно».
— Джон Форстер «Сэнди» Вудвард

## Вероучение
Вероучение было изложено Лавеем в «Сатанинской библии», «Сатанинских ритуалах» и «Совершенной ведьме». В них провозглашается крайний индивидуализм и эгоизм, восстание против человеческой духовности и необходимости человека поддерживать связь с окружающим и формирующим его обществом, призыв своих последователей к противостоянию со всем остальным, прежде всего христианским, миром. Сатанинский обряд также представляет собой выбор магических действий с использованием енохианского языка. Обрядовая составляющая направлена на разжигание страсти и звериных наклонностей. Например, Антон Лавей считал, что сексуальный инстинкт самый сильный в человеке. А для раскрепощения человека и настройки его на активный образ жизни необходимо ему разрешить развивать половые инстинкты в любом их проявлении, поэтому по правилам Церкви Сатаны проводятся сексуальные оргии (групповой секс, садомазохизм или иные извращённые формы). В основе чёрной мессы лежит пародия на католическое богослужение. Используются чёрные свечи, перевёрнутые распятия, проклятия. Служение проводится назначаемым жрецом, который старается уподобиться дьяволу в своём внешнем облике, поведении, а также пытается пробудить экстатическое состояние у последователей культа. Итогом чёрной мессы является чувственная молитва и поклонение Сатане. Церковь Сатаны применяет личное или коллективное «проклятие врага», которое служит основной составляющей психологического воздействия.
В то же время в главе «Сатанинский секс» «Сатанинской библии» Лавей открыто заявлял, что любое проявление сексуальности взрослых людей, основанное на взаимном согласии, является нормальным, включая и проявление асексуальности. Организация поддерживает ЛГБТ-движение, о чём может свидетельствовать прошедшая в 2007 году в Берлине однополая свадьба сатанистов; также существует вариант сигила Бафомета на фоне радужного флага.

## Жречество
Руководящим органом выступает Совет девяти, члены которого отвечают за определённые направления в деятельности организации: демонологию, астрологию, некромантию, привлечение новых адептов, охрана обрядовых действ. Каждый член совета имеет помощников из числа простых членов.

## Праздники

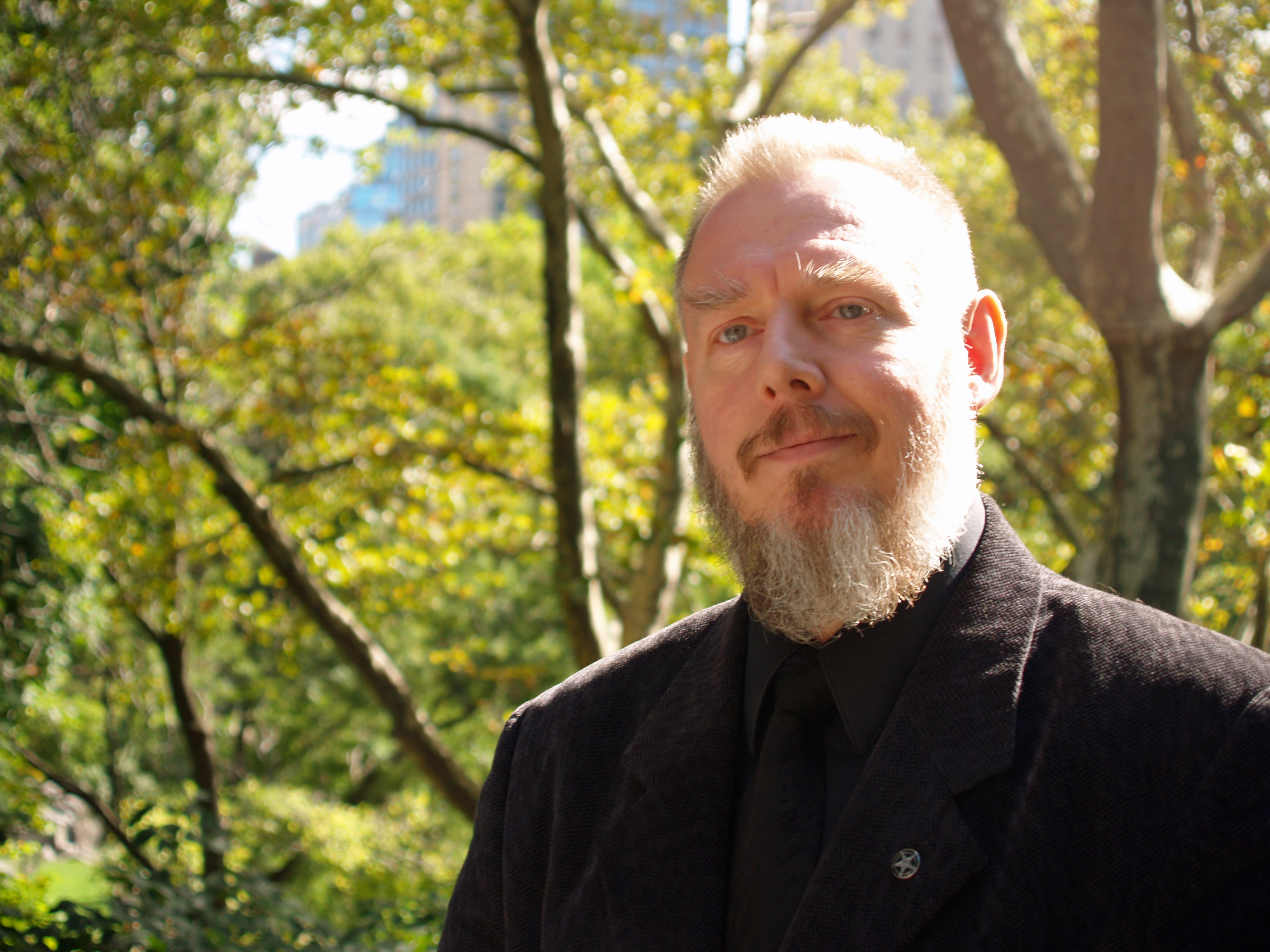
Верховный жрец Церкви Сатаны Питер Гилмор

Два основных праздника: Вальпургиева ночь и Хэллоуин — оба праздника несут эротическое содержание связанное с весенним возрождением природных сил — и третий — посвящение новообращённого последователя в тайны культа.
6 июня 2006 года («6/6/06») в Лос-Анджелесе Церковь Сатаны провела официальное мероприятие по празднованию сороковой годовщины со дня основания. Событие привлекло внимание многих СМИ, среди которых находились такие, как агентство Рейтер и «Wall Street Journal»; представители Церкви Сатаны участвовали в передачах на телевидении и радио.

## Членство и его прекращение

Старый постер с фото Лавея, приглашающий вступить в Церковь Сатаны

Многие известные личности в тот или иной период были связаны с Церковью Сатаны:
- Кеннет Энгер
- Сэмми Дэвис мл.
- Кинг Даймонд
- Бойд Райс[11][12]
- Марк Алмонд
- Мэтт Скиба и Дерек Грант (участники группы «Alkaline Trio»)
- Болс Махони (профессиональный рестлер)
- Майкл Мойнихен (журналист и музыкант, лидер группы Blood Axis)
- Крис «Coop» Купер (художник)
- Мэрилин Мэнсон. По его собственным заявлениям является атеистом, но все же он был посвящён в почётные члены Церкви Сатаны самим Антоном Лавеем.
- Винсент Кроули — басист, вокалист, автор текстов и музыки группы Acheron.

Активное членство подразделяется на пять степеней:
- Первая ступень — Satanist
- Вторая ступень — Warlock/Witch
- Третья ступень — Priest/Priestess
- Четвёртая ступень — Magister/Magistra
- Пятая ступень — Magus/Maga

## Распространённость в мире

### Церковь Сатаны в США
Родиной Церкви Сатаны являются США (штат Калифорния). Первые «приходы» были основаны в Сан-Франциско и Лос-Анджелесе. Есть филиал и в Чикаго. Отмечена активность адептов организации и в штате Арканзас.

### Церковь Сатаны в Европе
Филиалы Церкви Сатаны существуют в Великобритании и Германии.

### Церковь Сатаны в России
В России в настоящее время деятельность Церкви Сатаны официально не представлена, однако предполагается, что организации сатанинской направленности могут действовать в некоторых крупных городах, таких как Москва, Санкт-Петербург, Ростов-на-Дону и др..

### Церковь Сатаны в Средней Азии
Полковник запаса Комитета национальной безопасности Республики Казахстан, кандидат юридических наук, председатель Контртеррористического комитета А. З. Уразбаев оценивает деятельность Церкви Сатаны как религиозно-экстремистскую организацию, с которой борется Антитеррористический Центр СНГ. В Киргизии официально запрещена деятельность Церкви Сатаны, так же как и в некоторых странах Шанхайской организации сотрудничества.

## Официальные издания
- The Black Flame
- The Cloven Hoof

## Научная литература
на русском языке
- Белоусова, Е. В. Старая и новая магия // Вестник Челябинского государственного университета. — Челябинск: ЧелГУ, 2009. — № 42. — С. 19—25. — ISSN 1994-2796.
- Григулевич, И. Р. Пророки «новой истины»: Очерки о культах и суевериях современного капиталистического мира. — М.: Политиздат, 1983. — 303 с. — 100 000 экз.
- Зеленов, Л. А., Владимиров, А. А., Щуров, В. А. История и философия науки : учебное пособие. — Флинта : Наука, 2008. — 471 с. — ISBN 978-5-9765-0257-4.
- Львов, В. Е. Фабриканты чудес. — Л.: Лениздат, 1974. — 300 с.
- Плужников, Е. Н. Общественная опасность новых религиозных движений и приоритеты политики их преодоления // Власть. — 2010. — № 6.
- Саввин, А. В. Церковь сатаны // Новые религиозные культы, движения и организации в России: слов.-справ / А. В. Саввин [и др]; под ред. Н. А. Трофимчука. — М.: РАГС, 1998. — С. 320—324.
- Саввин, А. В. Современный сатанизм: идейные истоки, доктрина, практика / дис. … кандидата философских наук: 09.00.06.. — М.: РАГС, 1999. — 152 с.
- Трофимчук, Н. А., Свищев М. П. Церковь Сатаны // Экспансия / Кафедра религиоведения РАГС при Президенте РФ. — М.: Изд-во РАГС, 2000. — 218 с.
- Уразбаев, А. О проблемах идеологического противодействия проникновению религиозного экстремизма в Республику Казахстан // Мир Евразии. — 2008. — № 8. — С. 42—44.
- Церковь сатаны // Большая энциклопедия: В 62 томах. — М.: Терра, 2006. — Т. 57. — С. 289. — 592 с. — ISBN 5-273-00432-2.

на других языках
- Lewis, James R. Who Serves Satan? A Demographic and Ideological Profile // Marburg Journal of Religion. — Marburg: Philipps-Universität Marburg, 2001. — Вып. 6, № 2. — С. 1—25.
- Arthur Lyons. Satan Wants You: The Cult of Devil Worship in America. — Mysterious Press, 1988. — ISBN 0-89296-217-8. — вышла из печати
- Arthur Lyons. Satan Wants You: The Cult of Devil Worship in America. — Warner Books, 1989. — ISBN 0-445-40822-7. — вышла из печати
- Gavin Baddeley, Paul Woods. Lucifer Rising: A Book of Sin, Devil Worship and Rock 'n' Roll. — UK: Plexus Publishing, 2000. — ISBN 0-85965-280-7.

## Книги Церкви Сатаны
- Blanche Barton. The Church of Satan: A History of the World’s Most Notorious Religion. — Hell’s Kitchen Productions, 1990. — ISBN 0-9623286-2-6.
- Wolfe, Burton H.; LaVey, Anton Szandor. The Satanic Bible. — New York: Avon, 1977. — ISBN 0-380-01539-0.
- LaVey, Anton Szandor. The Satanic Rituals. — 1972. — 224 p. — ISBN 0-380-01392-4.
- LaVey, Anton Szandor. The Satanic Witch. — 2003. — ISBN 0-922915-84-9.
- LaVey, Anton Szandor. The Devil’s Notebook. — Feral House, 1992. — ISBN 0-922915-11-3.
- LaVey, Anton Szandor. Satan Speaks! — Feral House, 1998. — ISBN 0-922915-66-0.

- Антон Шандор Лавей. Сатанизм = Satanism Monograph. — 1968.
- Peter Gilmore. The Satanic Scriptures / Foreword by Blanche Barton, Biographical sketch by Peggy Nadramia, Illustrated by Timothy Patrick Butler. — Scapegoat Publishing, 2007. — ISBN 978-0-9764035-9-3, ISBN 978-0-9764035-7-9.

на русском языке
- Лавей А. Ш. Сатанинская библия. — М.: Unholy Words, Inc. (РЦС). — 1996 с.
- Лавей А. Ш. Записная книжка дьявола. — М.: Unholy Words, Inc. (РЦС). — 1996 с.
- Лавей А. Ш. Сатанинские ритуалы. — М.: Unholy Words, Inc. (РЦС). — 1997 с.
- Бартон, Бланш. Тайная жизнь сатаниста: Авторизованная биография Антона Лавея. — М.: Ультра. Культура, 2006. — ISBN 5-9681-0081-8.
- Уважаемый Сатана! // Культура времён Апокалипсиса / Под ред. А. Парфрея. — Екатеринбург: Ультра. Культура, 2005. — ISBN 5-9681-0022-2. — Подборка корреспонденции, полученной Церковью Сатаны в 1982 году.

### На английском языке
- churchofsatan.com (англ.) — официальный сайт Церковь Сатаны
- История Церкви Сатаны на официальном сайте
- Издательство «Feral House»
- Evan George, «Satan Goes to Hollywood» — из жизни Церкви Сатаны

### На русском языке
- «„Apple Computers“ испугались сатанистов»
- Материалы Церкви Сатаны на русском языке (РСА)
- Краткая история Церкви Сатаны
- Мир Религий о Церкви Сатаны Архивная копия от 2 мая 2018 на Wayback Machine
- О сатане и вечном огне. иерей Виктор Пасечнюк
- Пшеничнов Г. Классификация сатанинских сект -. Центр священномученика Иринея Лионского (24 июля 2014).

#### Интервью
- «The Doctor is in…» — последнее интервью с Антоном Лавеем (журнал «MF Magazine»)
- Интервью Питера Гилмора, верховного жреца Церкви Сатаны
- Интервью Кеннета Энгера, в котором тот рассказывает об Антоне Лавее и Церкви Сатаны
- Интервью с верховным жрецом Церкви Сатаны Питером Гилмором (англ.) в Викитеке